# 行け!男子高校演劇部
『行け!男子高校演劇部』（いけ だんしこうこうえんげきぶ）とは、2011年8月6日公開の日本映画である。

## 概要
男子校の演劇部を舞台とした青春コメディー作品。監督は英勉。出演者でもある池田鉄洋が本作で初めて脚本を担当した。モデルとなったのは板橋区にある私立城北高校の演劇部である。
2011年7月6日に『「行け!男子高校演劇部」メイキングDVD 池松男子高校演劇部入部ガイド』が発売。またニコニコ動画で2011年7月19日に先行オンライン試写会が行われ、8月6日には出演者出演のニコニコ生放送も行われた。
2011年6月18日に大阪での完成披露試写会が予定されていたが、上映方法の欠陥が見つかり中止となった。また6月19日の東京会場での完成披露試写会では、来場者プレゼント団扇に不備が発覚し舞台挨拶は行われたものの、チケットの払い戻しを行っている。

## ストーリー
男子校に通う高校生オガ（中村蒼）は友人のカジ（池松壮亮）とともに女の子からモテるクラブを探していたが、勘違いで入部したのは部員不足で廃部になる寸前の演劇部。部長に抜擢されたオガは部員を5人にし廃部は免れる。不条理ながらも地区大会に向けて顧問の神田（池田鉄洋）の下で稽古を始めるが、彼らを待っていたのは前代未聞のハプニングだった。

## キャスト
小笠原元気（オガ）
演 - 中村蒼
池松男子高校に通う1年生。エンゲキ部部長。入部したきっかけは新入生勧誘公演の『ロミオとジュリエット』の劇を見て、ジュリエット役の生徒に一目惚れ(男子校なのになぜか女子と勘違い)したため。名前の通り、元気で声が大きいことが取り柄で明るい性格。勧誘公演を見て以来、憧れの女性を見ると自身と相手が扮する『ロミオとジュリエット』の妄想世界に時々浸る。廃部の危機にあったエンゲキ部の部長となり、集まった仲間とともに部を盛り立てていく。

### オガの仲間たち(エンゲキ部部員)
大和田舵（カジ）
演 - 池松壮亮
1年生でオガと同じクラス。オガの親友。エンゲキ部副部長。部の存続のためにオガに頼まれて、人数合わせのためにとりあえず籍を置くだけのつもりで入部。裏方担当で芝居で使う機材を扱ったり、エンゲキ部のマネジャーのようなことをしている。教育熱心で厳しい父親を恐れているが、そのおかげで成績優秀。
上田優（ウエダ）
演 - 冨田佳輔
1年生1組。自己主張をせず話す声も小さく、いるのかいないのか分からないぐらい存在感が薄い。入部動機は「存在感がない自分を変えたくて」。そのため作中では、目の前にいるのに周りの人から見えていない、及び体が透けるという演出が取られている。少し長めのおかっぱのような髪型が特徴。
城島順平（ジョー）
演 - 金子直史
1年生でウエダと同じクラス。自称イケメン。入部動機は「(自分の)美しさの追求」。唇の左上の大きなホクロと毛先を外側にカールした髪型が特徴。かなり自信過剰で自分は女子からモテていると勘違いしたり、人から「イケメンじゃない」と言われても冗談と思って聞き入れない。
田村誠史郎（タムラ）
演 - 川原一馬
唯一の2年生(ただし、元々の先輩部員ではなくオガの入部後に加入)。金髪のヤンキー。入部したきっかけは、神田から成績で赤点をつけない代わりにエンゲキ部に入るよう言われたため。気に入らないことがあるとガンを飛ばしたり(威嚇)、女子を見て上半身裸で追いかけたりと粗暴で品のない言動が多い。意外にも殺陣が得意。
橋本俊（ハシモト）
演 - 稲葉友
1年生。元サッカー部エース。ある日アキレス腱を痛めて激しい運動ができなくなり、演劇に興味が湧いてエンゲキ部に入部。当初ミーハーな女性ファンから「カッコいい」と言われ人気があった。しかし実は、タムラから「バカ」と言われるぐらい勉強が苦手で、小学生レベルの漢字が読めなかったり簡単な物事を知らない。

### 池松男子高校の関係者
神田宗典
演 - 池田鉄洋
エンゲキ部顧問で理科教師のアイドルオタク。ただし演劇にも男子校にも興味がなく、基本的にやる気がない。しかし大好きなスマイレージに対しては情熱を燃やし、理科準備室にポスターやグッズを飾ったりライブで声援を送っている。ロン毛にヘアバンドをしたり服装もおよそ教師らしくない格好をしている。
小森（新入勧誘公演のジュリエット役の男）
演 - 佐藤永典
エンゲキ部の3年生。4月の新入生勧誘の『ロミオとジュリエット』の寸劇でジュリエット役を演じる。ただし、この勧誘公演を最後に他の3年生部員と共に引退(2年生部員はいない)。ちなみにオガに男だと気づかれるまでは、小森が喋るシーンでは女性の声をアテレコされる演出がされている。
新田（ヤキュウ部）
演 - 広瀬友祐
オガが部員になった直後、エンゲキ部廃部の噂を知り先輩に命じられてエンゲキ部の部室をヤキュウ部の倉庫にしようと訪れる。
氷室（ケイオン部）
演 - 鈴木拡樹
オガが部員になった直後エンゲキ部廃部の噂を知り、エンゲキ部の部室が既に空いていると思って楽器の練習に来る。
諏訪野
演 - 八木小緒里
購買部販売員。昼食のパンを買いに来る生徒たちの迫力に押され気味。岡部から好意を持たれるが、積極的すぎる行動や表情に吐きそうになったり、寒気を感じている。
岡部
演 - 菅沼司
諏訪野に思いを寄せる学生。諏訪野に積極的にアプローチする。髪型は七三分け。顔の片方だけ口角を上げてニヤリとするのが癖。

### ライバル校の演劇部の人たち
桂木舞
演 - 新川優愛
豪徳寺女学園の演劇部員。自身が所属する演劇部が演じる劇のヒロイン役を務める。オガの憧れの女性で『ジュリエット』と呼ばれている。
金子スミレ
演 - 千葉雅子
豪徳寺女学園の演劇部鬼顧問及び脚本・演出を担当。女子生徒相手に体育会系のような厳しい熱血指導をする。この指導によりここ数年東京都大会で優勝するなど強豪の演劇部となるが、オガから密かに『独裁者』呼ばわりされる。

### ファミレスの店員と客
玉城（たまき）
演 - 足立梨花
店員。縦巻きツインテールの髪型にメイド服のような格好で笑顔でお客さんをもてなす。客として訪れたカジから好意を寄せられる。
ファミレスの男
演 - 中谷竜
客。ファミレスで恋人に籍を入れてほしいと頭を下げる。この時偶然隣の席に座ったオガとカジがエンゲキ部に籍を置くかどうかのやり取りをし、自身と彼女のやり取りがシンクロする。
ファミレスの女
演 - 西原亜希
客。親が許してくれるはずがないと彼氏のプロポーズを断ろうとする。

### その他
ミーハーなファンの集団
他校に通う10人ぐらいの女子生徒たち。放課後などにオガが通う高校に訪れ、体育会系のエースやイケメン部員に黄色い声援を送る。対してエンゲキ部部員には、「キモ～い！！」とあからさまに嫌っている。
スマイレージ（特別出演、本人役）
アイドルグループ。メンバーの和田彩花は豪徳寺女学園の生徒という設定。
演劇部OB
演 - 紅葉美緒
大和田・父
演 - 大和田伸也（特別出演）
技術スタッフ
演 - 堺雅人（カメオ出演）

## スタッフ
- 監督 - 英勉
- 脚本 - 池田鉄洋
- 製作 - 宮路敬久、福場一義、百武弘二、二宮清隆、山国秀幸
- プロデューサー - 片山武志、中村美香、谷口宏幸
- ラインプロデューサー - 小林勇介
- 音楽 - 川嶋可能
- 撮影 - 藤本信成
- 照明 - 和田雄二
- 美術 - 舩木愛子
- 録音 - 間野翼
- 音響効果 - 武田拓也
- 編集 - 餌取志保
- VFXプロデューサー - 遠藤正人
- CGデザイナー - 黒田卓嗣
- 装飾 - 山森悠子
- スタイリスト - 纐纈春樹
- スチール - 平野晋子
- 助監督 - 向井澄
- 製作 - 『行け!男子高校演劇部』製作委員会（日本出版販売、ポニーキャニオン、ショウゲート、東北新社、ワンダーラボラトリー）
- 制作プロダクション - 東北新社
- 配給 - ショウゲート

## 主題歌
- GOING UNDER GROUND「RAW LIFE」（ポニーキャニオン）

## 漫画
『ガンガンONLINE』（スクウェア・エニックス）において、2012年3月1日から2012年3月29日まで連載された。作画は花沢チカ。